# Ruschia britteniae
Ruschia britteniae är en isörtsväxtart som beskrevs av L. Bol. Ruschia britteniae ingår i släktet Ruschia och familjen isörtsväxter. Inga underarter finns listade i Catalogue of Life.